# アグネシュ・サバイ
アグネシュ・サバイ（Ágnes Szávay, ハンガリー語: Szávay Ágnes, ハンガリー語発音: [ˈsaːvɒ.i ˈaːɡnɛʃ]  , 1988年12月29日 - ）は、ハンガリー・キシュクンハラシュ出身の女子プロテニス選手。2007年の全米オープン女子シングルスでベスト8に入った選手である。WTAツアーでシングルス5勝、ダブルス2勝を挙げた。自己最高ランキングはシングルス13位、ダブルス22位。右利き、バックハンド・ストロークは両手打ち。サービスを最大の武器にした。

## 来歴
サバイは両親の手ほどきにより、6歳の時から地元のテニスクラブでプレーを始めた。ジュニア選手の大会では、2005年全仏オープンの女子ジュニア部門で単複優勝し、ウィンブルドンでもビクトリア・アザレンカ（ベラルーシ）と組んで、グランドスラム大会の女子ジュニアダブルスに2連覇を達成している。ジュニアの頂点に立った後、2005年全米オープンから4大大会の予選会に挑戦を始めたが、2007年全豪オープンまで予選敗退が続いた。4月最終週に、故国ハンガリー・ブダペスト大会でダブルス初優勝。全仏オープンで初めての本戦出場を決め、ここからサバイの急成長が始まる。全仏オープンでは、本戦2回戦で第9シードのアンナ・チャクベタゼ（ロシア）に 4-6, 7-6, 4-6 で惜敗した。ウィンブルドンも予選3試合を勝ち抜いた後、本戦2回戦まで進み、ここではアリョーナ・ボンダレンコ（ウクライナ）に敗退した。

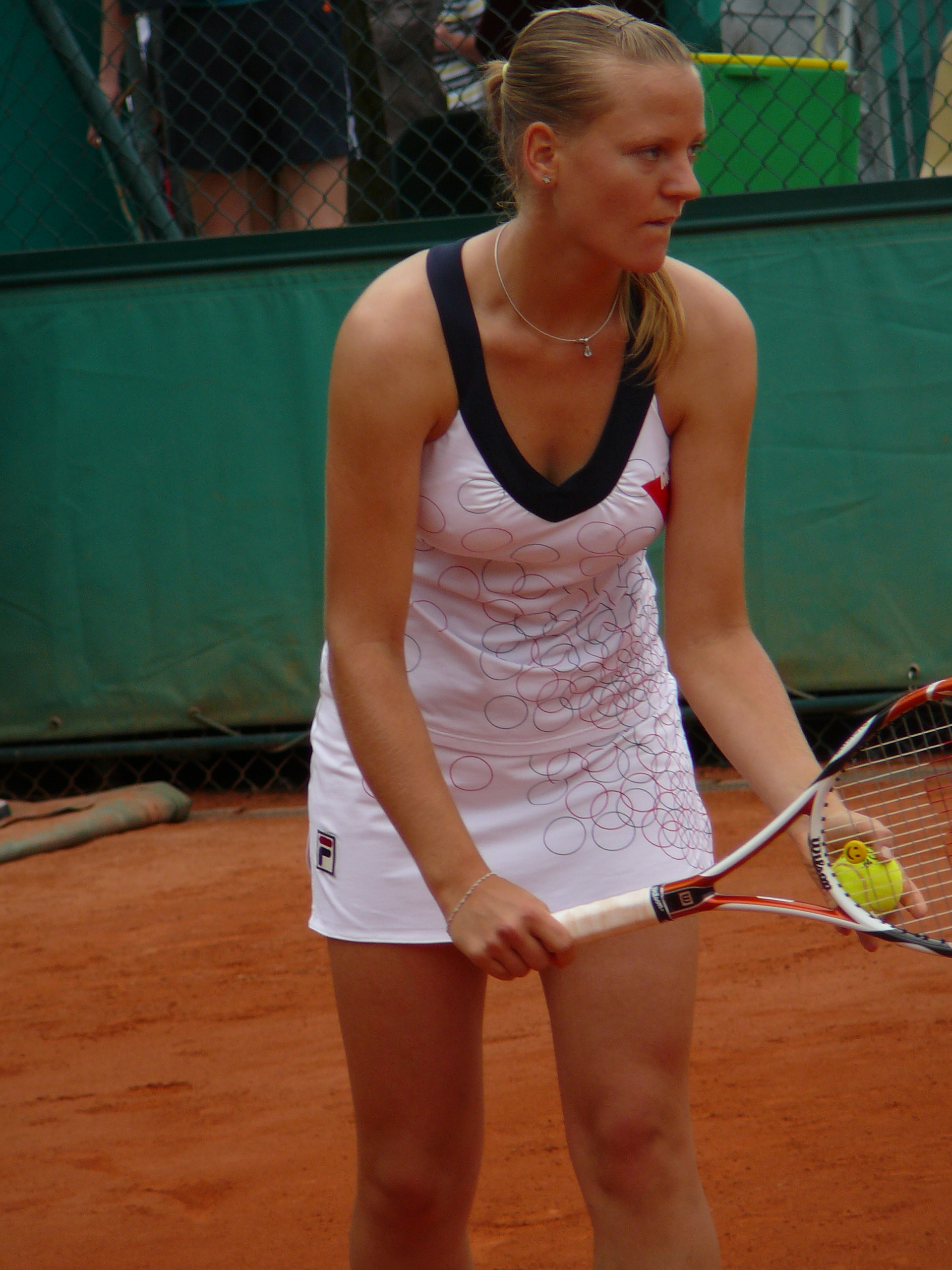
2008年全仏オープンにて

ウィンブルドン選手権の終了後、サバイは7月第3週のイタリア・パレルモ大会でシングルス初優勝を決めた。全米オープン直前の最後の前哨戦として、アメリカ・コネチカット州ニューヘブンで開かれる「パイロット・ペン選手権」にて、サバイは予選から勝ち上がり、一気にスベトラーナ・クズネツォワとの決勝戦まで進出した。サバイは決勝戦の第2セット途中で棄権に追い込まれ、クズネツォワが優勝した。これらの好成績により、全米オープン開幕直前に世界ランキングを「31位」まで上げると、全米オープンでは初の本戦直接出場（ストレートイン）を果たす。サバイは3回戦で第7シードのナディア・ペトロワ（ロシア）を破る勝利を挙げたが、初進出の準々決勝でクズネツォワに 1-6, 4-6 で敗れた。この大会では女子ダブルスでも、ブラディミラ・ウーリロバ（チェコ）と組んで準決勝に進出し、台湾ペアの詹詠然&荘佳容組と対戦している。この年の活躍により、彼女の世界ランキングは年初の「207位」から年末の「20位」まで急上昇し、2007年度WTAアワード「最優秀新人賞」を受賞した。
その後、彼女は2008年ウィンブルドンと2009年全仏オープンで4回戦進出があった。2009年7月に彼女の地元で開催されたブダペスト・グランプリで、サバイはシングルス決勝でパティ・シュナイダー（スイス）を 2-6, 6-4, 6-2 で破り、2年ぶりのツアー3勝目を挙げた。翌年の大会でもシュナイダーを破り、連覇を果たした。
2011年頃からは故障に悩むようになり2011年全仏オープン1回戦を最後に長期欠場を余儀なくされた。2012年ロンドン五輪でツアーに復帰したがシングルス・ダブルスとも初戦で敗退した。全米オープンではシングルス1回戦を途中棄権した。この大会が最後の出場になり、2013年2月に24歳で現役引退を発表した。

## WTAツアー決勝進出結果

### シングルス: 7回 (5勝2敗)
| 大会グレード          | 大会グレード                 |
| 2008年以前            | 2009年以後                   |
| --------------------- | ---------------------------- |
| グランドスラム (0–0)  |                              |
| WTAファイナルズ (0–0) |                              |
| ティア I (0–0)        | プレミア・マンダトリー (0-0) |
| ティア I (0–0)        | プレミア5 (0-0)              |
| ティア II (1-2)       | プレミア (0–0)               |
| ティア III (0–0)      | インターナショナル (3–0)     |
| ティア IV ＆ V (1–0)  | インターナショナル (3–0)     |

| 結果   | No. | 決勝日        | 大会           | サーフェス    | 対戦相手                         | スコア            |
| ------ | --- | ------------- | -------------- | ------------- | -------------------------------- | ----------------- |
| 優勝   | 1.  | 2007年7月16日 | パレルモ       | クレー        | マルチナ・ミュラー               | 6–0, 6–1          |
| 準優勝 | 1.  | 2007年8月25日 | ニューヘイブン | ハード        | スベトラーナ・クズネツォワ       | 6–4, 0–3 途中棄権 |
| 優勝   | 2.  | 2007年9月23日 | 北京           | ハード        | エレナ・ヤンコビッチ             | 6–7(7), 7–5, 6–2  |
| 準優勝 | 2.  | 2008年2月10日 | パリ           | ハード (室内) | アンナ・チャクベタゼ             | 3–6, 6–2, 2–6     |
| 優勝   | 3.  | 2009年7月12日 | ブダペスト     | クレー        | パティ・シュナイダー             | 2–6, 6–4, 6–2     |
| 優勝   | 4.  | 2010年7月11日 | ブダペスト     | クレー        | パティ・シュナイダー             | 6–2, 6–4          |
| 優勝   | 5.  | 2010年7月18日 | プラハ         | クレー        | バルボラ・ザフラボバ・ストリコバ | 6–2, 1–6, 6–2     |

### ダブルス: 8回 (2勝6敗)
| 結果   | No. | 決勝日         | 大会               | サーフェス    | パートナー               | 対戦相手                                    | スコア      |
| ------ | --- | -------------- | ------------------ | ------------- | ------------------------ | ------------------------------------------- | ----------- |
| 準優勝 | 1.  | 2004年7月8日   | ブダペスト         | クレー        | ヴィラーグ・ネーメト     | ペトラ・マンデュラ バルバラ・シェット       | 3–6, 2–6    |
| 準優勝 | 2.  | 2005年10月24日 | ハッセルト         | ハード (室内) | ミハエラ・クライチェク   | エミリー・ロワ カタリナ・スレボトニク       | 3–6, 4–6    |
| 準優勝 | 3.  | 2006年2月20日  | ボゴタ             | ハード        | ジャスミン・ヴェール     | ヒセラ・ドゥルコ フラビア・ペンネッタ       | 6–7, 1–6    |
| 準優勝 | 4.  | 2007年3月3日   | ドーハ             | ハード        | ブラディミラ・ウーリロバ | マルチナ・ヒンギス マリア・キリレンコ       | 1–6, 1–6    |
| 優勝   | 1.  | 2007年4月23日  | ブダペスト         | クレー        | ブラディミラ・ウーリロバ | マルチナ・ミュラー ガブリエラ・ナブラチロバ | 7–5, 6–2    |
| 準優勝 | 5.  | 2007年7月23日  | バートガシュタイン | クレー        | ブラディミラ・ウーリロバ | ルーシー・ハラデツカ レナタ・ボラコバ       | 3–6, 5–7    |
| 優勝   | 2.  | 2008年1月5日   | ゴールドコースト   | ハード        | ディナラ・サフィナ       | 晏紫 鄭潔                                   | 6–1, 6–2    |
| 準優勝 | 6.  | 2010年7月18日  | プラハ             | クレー        | モニカ・ニクレスク       | ティメア・バシンスキー タチアナ・ガルビン   | 5–7, 6–7(4) |

## 4大大会シングルス成績
略語の説明
| W | F | SF | QF | #R | RR | Q# | LQ | A | Z# | PO | G | S | B | NMS | P | NH |

W=優勝, F=準優勝, SF=ベスト4, QF=ベスト8, #R=#回戦敗退, RR=ラウンドロビン敗退, Q#=予選#回戦敗退, LQ=予選敗退, A=大会不参加, Z#=デビスカップ/BJKカップ地域ゾーン, PO=デビスカップ/BJKカッププレーオフ, G=オリンピック金メダル, S=オリンピック銀メダル, B=オリンピック銅メダル, NMS=マスターズシリーズから降格, P=開催延期, NH=開催なし.
| 大会           | 2005 | 2006 | 2007 | 2008 | 2009 | 2010 | 2011 | 2012 | 通算成績 |
| -------------- | ---- | ---- | ---- | ---- | ---- | ---- | ---- | ---- | -------- |
| 全豪オープン   | A    | LQ   | LQ   | 1R   | 1R   | 2R   | A    | A    | 1–3      |
| 全仏オープン   | A    | LQ   | 2R   | 3R   | 4R   | 2R   | 1R   | A    | 7–5      |
| ウィンブルドン | A    | A    | 2R   | 4R   | 1R   | 1R   | A    | A    | 4–4      |
| 全米オープン   | LQ   | A    | QF   | 2R   | 1R   | 2R   | A    | 1R   | 6–5      |